# Museo Diocesano de Ancona
El Museo diocesano de Ancona Cesare Recanatini es un museo religioso ubicado en Ancona. Fue fundado en 1834 y desde 1952 está ubicado en un viejo episcopio adyacente a la Catedral de Ancona. Es propiedad de la arquidiócesis de Ancona-Osimo y tiene por objetivo representar la historia del catolicismo en la ciudad. El viejo palacio episcopal en el cual se asienta el museo aún conserva restos medievales del claustro.
El museo recorre la historia del catolicismo, exponiendo objetos la Catedral de Ancona y otras iglesias locales, como por ejemplo algunos hallazgos paleocristianos. Entre sus principales atracciones están el sarcófago de san Dacio, algunos restos de la iglesia románica de San Pedro y algunos tapices religiosos. También alberga algunas monedas y medallas de la época romana.

## Historia
Antes de ser museo, el episcopio sobre el cual se asienta el museo sirvió de albergue para el papa Pío II, quien partió de Ancona hacia una cruzada fallida con el objetivo de reconquistar Constantinopla, que estaba bajo poder otomano. Ya enfermo, el papa murió en el mismo palacio episcopal.
La colección del museo fue inicialmente la propia de un «museo sobre una catedral». Esta estaba compuesta por materiales encontrados durante la restauración de la catedral, como sarcófagos, lápidas y placas de grafito. Posteriormente el museo tuvo la tarea de albergar otros artefactos y obras de arte debido al cierre de algunas iglesias de la ciudad o su destrucción por los bombardeos de la Segunda Guerra Mundial. En el museo existe una amplia pinacoteca con obras que van desde el siglo XIV hasta el siglo XIX.

## Colección
El museo se distribuye en dos plantas, en la planta baja se guardan los hallazgos de los primeros siglos del cristianismo en Ancona, mientras que en la primera planta se encuentra la pequeña galería de arte del museo.
Las principales obras de la planta baja son:
- El relicario de san Esteban, vinculado al origen remoto del catolicismo en Ancona.
- Un sarcófago monumental romano, datado en siglo IV.
- El sarcófago de san Dacio.
- Una tela bizantina que envolvía el cuerpo de san Ciríaco.
- Una serie de plúteos de la Catedral de Ancona.
- La portada de la iglesia románica de San Pedro, destruida durante la Segunda Guerra Mundial.
- El sarcófago del beato Gabriele Ferretti, ejemplo del refinado renacimiento adriático.

En el segundo piso, entre las obras más importantes se conservan están:
- Algunas pinturas de Olivuccio di Ciccarello, principal exponente de la escuela de Ancona a finales del siglo XIV.
- Un lienzo de Ercole Ramazzani que representa la crucifixión de Jesús y a san Agustín y santa Mónica.
- Tres íconos bizantinos tardíos de la escuela italo-cretense del iconostasio de la destruida iglesia ortodoxa de Santa Ana de Grecia, que representan cuatro de las principales festividades del calendario ortodoxo.